# Jean Spangler
Jean Elizabeth Spangler (Seattle, Estado de Washington; 2 de septiembre de 1923-desaparecida en Los Ángeles, 7 de octubre de 1949) fue una bailarina, modelo y actriz estadounidense que apareció como extra en varias películas de Hollywood a finales de la década de 1940, como en When My Baby Smiles at Me (1948), Chicken Every Sunday (1949) o Young Man with a Horn (1950). Llamó la atención del público por su misteriosa desaparición en California en 1949.
La noche del 7 de octubre de 1949, Spangler salió de su casa en Los Ángeles y le dijo a su cuñada que se iba a reunir con su exmarido antes de ir a trabajar como extra en un set de filmación. Fue vista por última vez en una tienda de comestibles cerca de su casa aproximadamente a las 18 horas. Dos días después, se descubrió el bolso de Spangler en un área remota del Parque Griffith, a las afueras de la ciudad. Dentro se encontró una carta dirigida a un "Kirk", que mencionaba ver a un médico. Dado el trabajo reciente de Spangler en la película Young Man with a Horn protagonizada por Kirk Douglas, y ante la posibilidad de que los investigadores le relacionaran con el caso, el actor llamó a la policía para confirmar su coartada, afirmando encontrarse en Palm Springs en aquellos momentos, lo que la policía aceptó.
La desaparición de Spangler generó varias teorías, que iban desde su presunta muerte en un aborto fallido hasta su huida con gánsteres de Los Ángeles con los que estaba familiarizada. Hasta la fecha, no se han descubierto pruebas adicionales en el caso y se desconoce su paradero.

## Primeros años
Jean Spangler había nacido en la ciudad de Seattle, en el estado de Washington. Asistió al Franklin High School en Los Ángeles (California), y se graduó en 1941. Cuando era adolescente, Spangler comenzó a bailar, actuando en el Earl Carroll Theatre y en el Florentine Gardens.
En 1942, Spangler se casó con el fabricante Dexter Benner (1920-2007). Tuvieron una hija, Christine (nacida el 22 de abril de 1944), y se divorciaron en 1946. Spangler y Benner entablaron una larga batalla legal por la custodia de su hija, hasta que Spangler finalmente obtuvo la custodia en 1948. En el momento de su desaparición, vivía con su madre Florence, su hija Christine de cinco años, su hermano Edward y su cuñada Sophie, en Colgate Avenue, en el complejo residencial Park La Brea cerca de Wilshire Boulevard.

## Desaparición
El viernes 7 de octubre de 1949, Spangler salió de su casa en Los Ángeles alrededor de las 17 horas. Dejó a su hija con su cuñada Sophie y le dijo que se iba a reunir con Benner para discutir un pago tardío referido a la manutención infantil; después de eso, se marcharía a trabajar en un rodaje nocturno para una película. Dos horas después de irse, Spangler llamó a casa y habló con Sophie y con su hija; le dijo a Sophie que "tendría que trabajar las ocho horas completas" y que probablemente no regresaría a casa esa noche. En ese momento, la madre de Spangler, Florence, estaba fuera de la ciudad visitando a su familia en Louisville, Kentucky. A la mañana siguiente, sábado 8 de octubre, Sophie fue a la policía y presentó un informe de persona desaparecida después de que Spangler no regresara a casa.
Aunque Spangler le había dicho a su cuñada que iba a trabajar en un set de filmación después de reunirse con Benner, la policía revisó los estudios y el Screen Extras Guild y no encontró registros que indicaran que había trabajado esa noche. Una vendedora en Farmers Market, una tienda de comestibles ubicada cerca de la casa de Spangler, recordó haberla visto ojeando en la tienda alrededor de las 18 horas y notó que "parecía estar esperando a alguien". Este fue el último avistamiento conocido de Spangler. La policía interrogó a Benner sobre su declaración a Sophie de que se iba a reunir con él sobre sus pagos de manutención infantil. Afirmó que no había visto a su exesposa durante varias semanas. Su nueva esposa, Lynn Lasky Benner (1924-2019), con quien se había casado hacía solo un mes, corroboró su relato.

## Avances de la investigación: un bolso y una nota

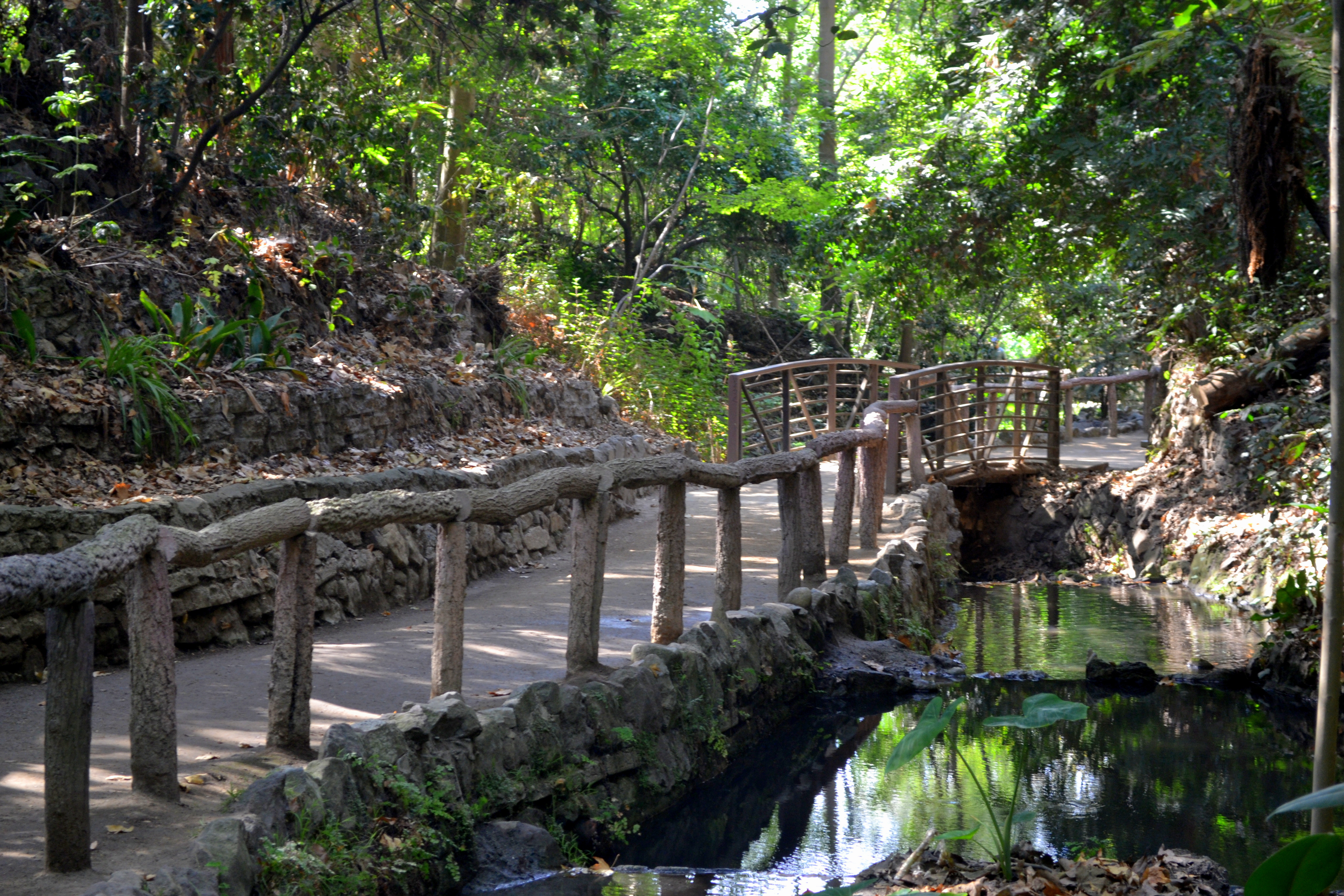
Zona del Parque Griffith, llamada Fern Dell, donde se encontró el bolso de Jean Spangler.

El domingo 9 de octubre de 1949, se encontró el bolso de Spangler cerca de la entrada llamada Fern Dell del Griffith Park, a las afueras de Los Ángeles, a unos 9 kilómetros de su casa. Ambas correas de un lado del bolso estaban sueltas como si se lo hubieran arrancado del brazo. Sesenta policías y más de cien voluntarios registraron el parque de terreno natural de 16,62 km², pero no se encontraron otras pistas. No había dinero en el bolso (Sophie dijo que no llevaba dinero cuando salió de su casa la noche de su desaparición) por lo que la policía descartó el robo como posible móvil. Había una nota en el bolso dirigida a un tal "Kirk", que decía: "Kirk: No puedo esperar más, voy a ver al Dr. Scott. Funcionará mejor de esta manera mientras mamá no esté,". La nota terminaba en coma, como con intención de continuar el texto y por cualquier motivo dejara de escribir.
No se pudo localizar ni al presunto "Kirk" ni al "Dr. Scott", y ni la familia de Spangler ni sus amigos conocían a nadie con esos nombres. Cuando la madre de Spangler, Florence, regresó a Los Ángeles, le dijo a la policía que alguien llamado "Kirk" había recogido a Jean en su casa dos veces, pero se quedó en su automóvil y no entró. La policía interrogó a todos los médicos apellidados Scott en Los Ángeles, pero ninguno de ellos tenía una paciente de apellido Spangler o Benner, su apellido de casada. Spangler había mantenido una relación una vez con un hombre abusivo al que llamaba "Scotty", pero su abogado dijo que no lo había visto desde 1945.

## Teorías y sospechas sobre su paradero
En el momento de su desaparición, Spangler había terminado recientemente de filmar un breve papel en la película Young Man with a Horn, protagonizada por Lauren Bacall y Kirk Douglas. La presencia de Douglas en la película llevó a la especulación pública de que él era el Kirk mencionado en la nota que se encontró en el bolso. Al leer sobre el descubrimiento de la nota, el propio Douglas, entonces casado y con una carrera ascendente, llamó a la policía y negó que conociera a Spangler. Más tarde, cuando el jefe del equipo de investigación lo entrevistó por teléfono, Douglas admitió que había "hablado y bromeado un poco con ella" en el set, pero que nunca había estado con ella fuera de la producción cinematográfica. El 12 de octubre, Douglas publicó un comunicado de prensa formal en el que explicaba: "Le dije al jefe de detectives Thad Brown que no recordaba a la chica ni el nombre hasta que un amigo recordó que era ella quien trabajaba como extra en una escena conmigo [...] luego recordé que era una chica alta con un vestido verde. Hablé y bromeé un poco con ella en el set [...] Pero nunca la vi antes ni después de eso y nunca he salido con ella".
La policía de Los Ángeles supo por las amigas de Spangler que estaba embarazada de tres meses en el momento de desaparecer, y hablaba de que quería abortar, aunque en ese momento era ilegal. Testigos, que frecuentaban los mismos clubes nocturnos y bares que Spangler, dijeron a la policía que habían oído hablar de un ex estudiante de medicina conocido como "Doc", que practicaba abortos por dinero, pero la policía no pudo localizarlo ni probar su existencia. La teoría de que Spangler desapareciera en circunstancias relacionadas con un intento fallido de aborto fue investigada por el Departamento de Policía de Los Ángeles (LAPD). Spangler también le había dicho a su amigo, el actor Robert Cummings, que estaba teniendo una aventura casual en ese momento con un hombre, pero no mencionó su identidad. Cuando Cummings le preguntó si hablaba en serio, ella respondió: "No. Pero estoy pasando el mejor momento de mi vida".
En ese momento, algunos periódicos informaron que se temía que Spangler fuera una de varias mujeres víctimas en una serie de asesinatos en Los Ángeles, potencialmente vinculados al asesinato de Elizabeth Short, conocida como La Dalia Negra, en 1947. Otra teoría investigada por la policía fue que la desaparición estuviera relacionada con los gánsteres de Los Ángeles con los que supuestamente estaría asociada. Según el historiador Jon Lewis en su libro Hard-Boiled Hollywood: Crime and Punishment in Postwar Los Angeles, Spangler había trabajado durante un tiempo como bailarina en el Florentine Gardens, un club nocturno propiedad de Mark Hansen y Nils Thor Granlund. Lewis afirmó que su relación con Hansen y Granlund "la puso en el círculo" de varios afiliados de la mafia, incluidos Anthony Cornero y Mickey Cohen. Spangler había sido vista supuestamente con Davy Ogul, un socio de Cohen, en Palm Springs, así como en Las Vegas (Nevada) con Ogul y Frank Niccoli, otro socio de Cohen. Ogul desapareció el 9 de octubre de 1949, dos días después de Spangler. Esto llevó a la policía a investigar la posibilidad de que Spangler y Ogul, acusados de conspiración, hubieran huido para evitar el enjuiciamiento. La policía interrogó a Thomas Ellery Evans, un gánster y conocido de Ogul, durante su investigación. En abril de 1950, la hermana de Spangler, Betsy, testificó que ni ella ni su hermana conocieron a Ogul, Cohen ni a ninguno de sus asociados.
En 1950, un agente de aduanas en El Paso (Texas), informó haber visto a Ogul y a una mujer que se parecía a Spangler en un hotel local. El recepcionista del hotel identificó a Spangler a partir de una fotografía, pero ni los nombres de Ogul ni de Spangler aparecieron en el registro del hotel.

## Hechos posteriores
Poco después de la desaparición de Spangler, la custodia de su hija le fue otorgada temporalmente a su exmarido el 27 de octubre de 1949. Al año siguiente, se produjo una batalla por la custodia entre Benner y Florence, a quien negaba las visitas a Christine. Benner desafió una orden judicial que le permitía a la madre de Spangler visitar a la niña. Cuando se le ordenó cumplir quince días en la cárcel por desacato al tribunal, huyó de California con su hija, instalándose en Florida.
La policía de Los Ángeles continuó con la búsqueda de Spangler, haciendo circular y difundiendo su foto durante varios años, en un intento infructuoso de encontrarla a ella o cualquier pista confiable. La columnista Louella Parsons ofreció una recompensa de 1 000 dólares por cualquier información sobre la desaparición o ubicación de Spangler. A pesar de una búsqueda a nivel nacional, no surgieron más pistas. Los posibles avistamientos de Spangler incluyeron localizaciones en el norte y el sur de California, Phoenix (Arizona) o Ciudad de México durante los siguientes dos años, pero ninguno de esos avistamientos pudo ser validado. Todavía figura como persona desaparecida y el LAPD no ha cerrado el caso.